# تفكر

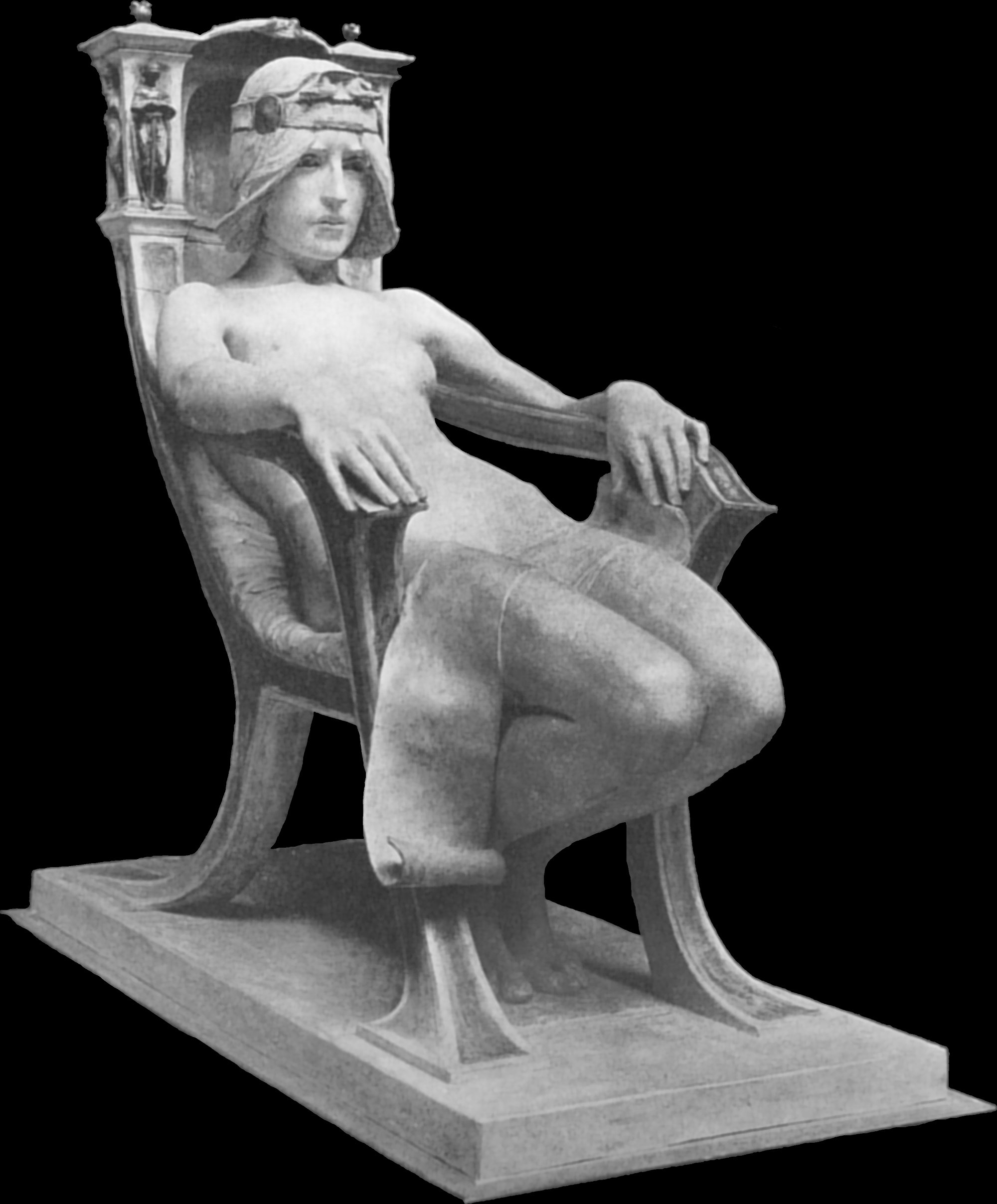

التفكر أو التأمل تصرف القلب في معاني الأشياء لدرك المطلوب. وقيل: هو إحضار ما في القلب من معرفة الأشياء. وقيل: هو العبارة عن الشيء بأسهل وأيسر من لفظ الأصل.
التفكر أو التدبر أو إمعان الفكر أو الاستبصار هو إطلاق الفكر والعقل في أمر أو شيء ما. وهو وفق مفاهيم التصوف تصرّف القلب بالنظر في الدلائل.
يعد التدبر وفق المفهوم الديني أحد أنواع الصلوات والتأمل في الكون.

## التعريف

### لغةً
الفِكر : إعمالُ الخاطِر في الشيء .
قال الجوهري : التفكر : التّأمُّلُ، والاسمُ الفِكْرُ، والمصدر الفَكْرُ، بالفتح.

### اصطلاحًا
قال ابن القيم في تعريف الفكرة في ( منزلة الفِكرة ) : (( تحديق القلب إلى جهة المطلوب التماسًا له )) ،وقال الشرباصي : (( التفكر بالمعنى الأخلاقي الإسلامي القرآني : هو أن ينظر الإنسان في الشيء على وجه العبرة والعظة، لتقوية جوانب الخير والصلاح، ومقاومة دواعي الشر والفساد )) ،قال القرطبي في تفسير قولـه تعالى : ﴿وَيَتَفَكَّرُونَ فِي خَلْقِ السَّمَاوَاتِ وَالأَرْضِ ﴾(( التفكر في قدرة الله تعالى ومخلوقاته والعِبر الذي بث، ليكون ذلك أزيد في بصائرهم :
		وفي كل شــيءٍ له آيةٌ 		تدُلُّ على أنَه واحـدُ )). وقال ابن عثيمين : (( التفكُر هو أن الإنسان يُعمل فكره في الأمر حتى يصل فيه إلى نتيجة )).

### المصطلحات والألفاظ المقاربة
التدبر - التذكر - الاعتبار - النظر - التأمل - البصر .
```
قال 
الغزالي
 في الإحياء : ((أماالتدبر والتأمل والتفكر : فعبارات مترادفة على معنى واحد ليس تحتها معانٍ، وأما اسم التذكر والاعتبار والنظر، فهي مختلفة المعاني وإن كان أصل المسمى واحد )).
[
9
]
 ومع وجود الاختلاف في معنى الاعتبار والنظر إلا أن النظر قد يطلق - أحيانًا - ويُراد به الاعتبار .قال الدامغاني :(( في الوجه الثالث لمعنى النظر في كتاب الله ] النظر : الاعتبار، وقولـه تعالى في سورة الغاشية:
﴿
أَفَلاَ يَنظُرُونَ إِلَى الإِبْلِ كَيْفَ خُلِقَتْ
﴾
 أي ((أفلا يعتبرون )).
[
10
]
 ولعل هذا هو المعنى المشترك الذي تتضمنه كل كلمة منها، والذي أشار إليه ابن القيم
[
11
]
 فذكر أن التفكر والتذكر والنظر والتأمل والاعتبار والتدبر والاستبصار معانٍ متقاربة تجتمع في شيء وتفترق في آخر .
[
12
]
```

## حكم التفكر ومشروعيته[13]
قد أمر الله - عز وجل - بالتفكر في مخلوقاته والتأمل في بديع صنعه والنظر في آياته الشاهدة على وجوده ووحدانيته . قال - عز وجل :﴿أَفَلاَ يَنظُرُونَ إِلَى الإِبْلِ كَيْفَ خُلِقَتْ * وَإِلَى السَّمَاءِ كَيْفَ رُفِعَتْ * وَإِلَى الْجِبَالِ كَيْفَ نُصِبَتْ * وَإِلَى الأَرْضِ كَيْفَ سُطِحَتْ * فَذَكِّرْ إِنَّمَا أَنتَ مُذَكِّرٌ﴾ ، قال القرطبي - - :(( استدل بهذه الآية - وما كان مثلها من قوله تعالى : ﴿قُلِ انْظُرُوا مَاذَا فِي السَّمَاوَاتِ وَالأَرْضِ﴾ وقوله تعالى : ﴿أَفَلَمْ يَنْظُرُوا إِلَى السَّمَاءِ فَوْقَهُمْ كَيْفَ بَنَيْنَاهَا﴾،من قال بوجوب النظر في آياته والاعتبار بمخلوقاته . قالوا : وقد ذم الله - تعالى - من لم ينظر، وسلبهم الانتفاع بحواسهم فقال تعالى : ﴿لَهُمْ قُلُوبٌ لاَّ يَفْقَهُونَ بِهَا﴾. وسواء قيل بالوجوب أم بالاستحباب فإن الإعراض عن هذه العبادة - بلا شك - مصيبة، إذ إنها إشارة إلى غفلة القلب وإعراضه عن ربه، وقد جعل اللهُ - عز وجل - الإعراض عن التفكر عقوبة من العقوبات التي تلحق المتكبرين والحائدين عن طريق الحق، قال تعالى : ﴿سَأَصْرِفُ عَنْ آيَاتِيَ الَّذِينَ يَتَكَبَّرُونَ فِي الأَرْضِ بِغَيْرِ الْحَقِّ﴾. قال الإمام الطبري : (( سأمنع فهم الحجج والأدلة الدالة على عظمتي، قلوب المتكبرين عن طاعتي، عقوبة لهم على تكبرهم، فهم عن الاعتبار والادِّكار مصروفون ))